# ستاره لویتن
ستاره لویتن (انگلیسی: Luyten's Star) یک کوتوله سرخ در صورت فلکی سگ کوچک است که در فاصلهٔ ۱۲٫۳۶ سال نوری (۳٫۷۹ پارسک) از خورشید واقع شده‌است. قدر ظاهری این ستاره ۹٫۹ است و به‌همین سبب دیدن آن با چشمان غیر مسلح مقدور نیست. این ستاره نامش را از اخترشناس هلندی-آمریکایی ویلم یاکوب لویتن می‌گیرد که با همکاری «ادوین خ. ابینگهاوزن» در سال ۱۹۳۵ میلادی حرکت خاص زیاد آنرا تعیین کرد. ستارهٔ لویتن، دو سیارهٔ تاییدشده دارد که از آن میان لویتن بی احتمالاً در کمربند حیات است.